# Parabola del granello di senape

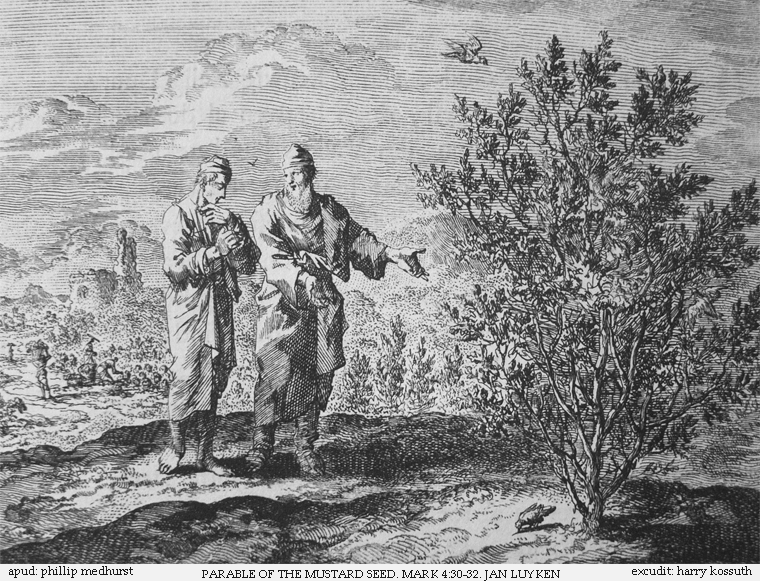
La parabola del granello di senape, acquaforte di Jan Luyken

La parabola del granello di senape è una parabola di Gesù contenuta nei tre vangeli sinottici (Vangelo secondo Matteo 13,31-32, Vangelo secondo Marco 4,30-32 e Vangelo secondo Luca 13,18-19) e nel Vangelo di Tommaso (20). Possibili paralleli ebraici della Bibbia sono Daniele 4,10-12 e 4,20-22; Ezechiele 17,22-23 e 31,1-9.
La parabola mette a confronto il Regno dei Cieli con un grano di senape: questo, secondo la parabola, è il più piccolo tra tutti i semi e tuttavia, dopo che viene seminato, si trasforma in una pianta con rami tanto grandi che gli uccelli vi si possono posare.
Gli studiosi curatori del Nuovo Grande Commentario Biblico rilevano come la parabola faccia riferimento ad elementi non reali, non essendo il seme di senape il più piccolo esistente, neppure ai tempi di Gesù, e come questo seme diventi poi un arbusto di dimensioni e robustezza modeste, rendendo – per gli esegeti curatori dell'interconfessionale Bibbia TOB – «iperbolica la menzione di un albero in cui gli uccelli nidificano».

## Parabola
Le versioni della parabola sono le seguenti:
(Vangelo di Tommaso, 20)

## Autenticità
Secondo gli studi del Jesus Seminar, questa parabola è da considerarsi un detto autentico di Gesù. Secondo i criteri stabiliti dal Jesu Seminar, la certezza dell'autenticità è pari al 74% per la versione del Vangelo secondo Marco, al 69% e al 67% rispettivamente per quelle dei Vangelo secondo Luca e Vangelo secondo Matteo e al 76% per quella del Vangelo secondo Tommaso.